# جيسون إكس (فلم)
جيسون إكس هو فيلم أمريكي-كندي أنتج سنة 2001 من نوع الخيال العلمي وأفلام سلاشر، إخراج جيمس إسحاق.

## روابط خارجية
- مقالات تستعمل روابط فنية بلا صلة مع ويكي بيانات